# 오스트로아시아어족
오스트로아시아어족(영어: Austroasiatic languages), 남아시아어족(南Asia語族) 또는 몬크메르어족(영어: Mon-Khmer languages)은 대륙부 동남아시아를 중심으로 인도, 방글라데시, 네팔, 중국의 남쪽 국경지대 등지에 걸쳐 산재한 큰 어족으로, 약 1억 1700만 명의 화자가 있다. '오스트로아시아'라는 이름은 라틴어로 "남쪽"과 "아시아"를 뜻하는 단어들을 합쳐 만든 것으로 "남아시아"라는 뜻이 된다. 오스트로아시아어족 가운데 기록된 역사가 긴 것은 베트남어, 크메르어, 몬어뿐이고, 베트남어와 크메르어만이 (각각 베트남과 캄보디아에서) 오늘날 공식적으로 국어 지위를 가지고 있다. 미얀마의 와 자치관구에서는 와어가 실질적인 공용어이다. 산탈어는 인도의 지역어로 인정받고 있다. 나머지 언어들은 소수 집단이 사용하며 공식 지위는 없다.
Roger Blench는 세계 모든 언어 중에 오스트로아시아어족처럼 연구가 가장 적게 이루어진 언어는 없다고 말한다. 특히 양쯔강 이남 지역의 모든 지역은 오스트로아시아어족이 대부분을 차지하던 고향인데 현재 중국에서 양쯔강 이남 넓은 지역에 사용되던 고대 오스트로아시아어족에 대한 연구는 전혀 진척이 없다. 또한 유전적 연구 또한 거의 조사되지 않았다. 현재 적은 연구로 인해 오스트로아시아어족에 대해서는 겨우 몬-크메르어족과 문다족 정도만 나뉘어져 있으며 아직도 많은 것이 가설로만 남아있다. 하지만 고대 양쯔강 이남 전체 지역은 오스트로아시아어족으로 형성되어 있었으며 고대 기록에서는 많은 성조가 발견되었고 이 오스트로아시아어족의 성조와 언어는 고대 한자 형성과 중국티베트어족의 형성에 핵심적 영향을 준 것으로 보인다. 하지만 중국 학계에서는 양쯔강 이남의 오스트로아시아어족의 언어 형성과 문화를 거부하고 이것을 중국티베트어족으로 대체하여 주장하고 있으며 연구 공유를 거부하고 있기 때문에 사실상 아직도 많은 것이 연구되지 않았다.
에스놀로그는 오스트로아시아어족 안에서 168개의 언어를 구분하고 있다. 이 언어들은 열세 개의 하위 분기군으로 나뉘며, 전통적으로 이 분기군들은 다시 몬크메르어파와 문다어파로 묶인다. (기록이 부족한 숌펜어가 열네 번째 분기군일 수 있다.) 그러나 최근의 한 분류에서는 문다어파, 핵심 몬크메르어파, 카시크무어파의 세 어파를 설정했고, 한편 다른 분류에서는 몬크메르라는 분류군 자체를 폐기하고 오스트로아시아어족과 같은 뜻의 용어로 본다.
오스트로아시아어족은 인도, 방글라데시, 네팔, 동남아시아에 걸쳐 불연속적으로 분포하고 있고, 다른 언어를 사용하는 지역들이 그 사이를 가로막고 있다. 오스트로아시아어족은 나중에 다른 지역에서 유입된 크라다이어족, 몽몐어족, 오스트로네시아어족, 중국티베트어족보다 더 일찍부터 동남아시아 일대에 분포하던 토착 언어로 추정된다.

## 유형론
단어의 구조 면에서 오스트로아시아어족은 음절 앞에 약한 음절 하나가 붙은 "부음절" 패턴을 갖는 것으로 유명한데, 기본적인 명사와 동사는 강세가 없고 축약된 부음절로 시작해서 강세가 있고 축약되지 않은 단음절이 뒤따르는 구조이다. 전음절이 축약되면서 오스트로아시아조어의 원래 접두사들이 오늘날에 이르러서는 다양한 음운론적 형태를 보이게 되었는데, 그 형태는 CVC 음절, 자음군, 단일 자음까지 있다. 단어 형성 면에서 오스트로아시아어족은 대부분 다양한 파생 접두사가 있고, 다수는 접요사도 있지만, 문다어파 및 일부 특수한 예외를 제외하면 대부분의 어파에는 접미사가 거의 없다.
오스트로아시아어족은 또한 모음 체계가 아주 크고, 기본(보통)소리와 숨섞인(이완된)소리 또는 짜내기소리 간의 성역 대립을 사용한다는 특징이 있다. 페아르어파와 일부 비엣어파 언어들은 발성 대립이 서너 가지도 될 수 있다.
그러나 일부 오스트로아시아어족 언어들은 시간이 지나면서 성역 대립이 사라지고 대신 이중모음이 더 생기거나, 베트남어 등의 몇몇 경우에는 성조발생이 일어났다. 베트남어는 중국어로부터 많은 영향을 받아 오스트로아시아어족의 원래 음운론적 성질이 옅어지고 이제는 남부 중국어와 유사한 반면, 크메르어는 산스크리트어의 영향을 더 받아 오스트로아시아어족의 전형적인 구조를 보존하고 있다.

## 조상 언어
해리 쇼토의 "몬크메르 비교 사전"으로 몬크메르조어에 대해서는 재구가 많이 되어 있다. 문다어파는 기록이 부족해 연구가 거의 이루어지지 않았다. 기본 어파에서 몬크메르어파를 제외하는 경우 몬크메르조어는 오스트로아시아조어와 같은 뜻이 된다. 또한 양쯔강 이남 전체에 존재하던 오스트로아시아어족에 대한 연구 또한 거의 진행되지 않았다.
폴 시드웰이 2005년 재구한 몬크메르조어의 자음 체계는 다음과 같다.
| *p | *t     | *c | *k | *ʔ |
| *b | *d     | *ɟ | *ɡ |    |
| *ɓ | *ɗ     | *ʄ |    |    |
| *m | *n     | *ɲ | *ŋ |    |
| *w | *l, *r | *j |    |    |
|    | *s     |    |    | *h |

이 체계는 *ʄ를 제외하면 이전의 재구와 동일하다. *ʄ는 시드웰이 전공한 카투어파에 잘 보존되어 있다.

### 원향
Sidwell (2011)에서는 오스트로아시아어족의 원향이 바나르어파와 카투어파가 쓰이는 메콩강 중류(오늘날의 라오스, 태국, 캄보디아가 만나는 지점)였을 것이고, 자주 가정되는 바와 달리 오스트로아시아어족이 그다지 오래지 않은 기원전 2000년경에 분화했을 것이라고 추정한다. 하지만 이후 연구를 통해 Peiros (2011)에서는 시드웰의 이론을 강력히 비판하며 모순덩어리라고 지칭한다. 페이로스는 자신의 분석을 통해 오스트로아시아어족의 원향이 양쯔강 근처 어딘가였을 것이라고 본다. 오스트로아시아조어가 중국 중부 및 남부로 그리고 동남아시아로 이주하기 전에 중국 상하이 양쯔강 이남 지역과 중국 화남지역, 쓰촨 분지에서 쓰였다는 것이다. 또한 오스트로아시아어족이 오스트로네시아어족이나 중국티베트어족만큼 또는 그보다 오래되었을 것으로 본다.
조지 반 드림은 2011년 오스트로아시아어족의 원향이 중국 남부 어딘가였을 것이라고 추측했다. 주강(주장강) 주변 지역이 오스트로아시아어족 및 오스트로아시아인의 기원지였다는 것이다. 또한 유전학 연구 성과를 근거로 크라다이어족이 타이완에서 이주해 오면서 원래 있던 오스트로아시아어족 언어들을 대체했지만 민족에는 거의 영향을 주지 않았다고 추정한다. 현지의 오스트로아시아어 화자들이 크라다이어를 받아들이고 문화도 부분적으로 수용한 것이다.
Sagart (2011)와 Bellwood (2013)에서는 오스트로아시아어족이 중국 남부의 장강 유역에서 기원했다는 이론을 지지한다.
동아시아의 고대인에 관한 2015년의 유전학 및 언어학 연구에서는 오스트로아시아어족이 오늘날의 중국 남부 또는 더 북쪽에서 기원했으리라고 추정한다.
Sidewell (2021)은 오스트로아시아어족의 기원이 4,000년에서 4,500년 전의 홍강 삼각주일 가능성을 제시한다. 그는 오스트로아시아어족이 일부는 해상 경로를 통해 해안 지역으로, 일부는 강을 통해 계곡을 따라 확장되었다고 주장한다.

## 분류
언어학자들은 전통적으로 오스트로아시아어족 내에 두 개의 기본 어파를 상정했다. 동남아시아, 인도 북동부, 니코바르 제도에서 쓰이는 몬크메르어파와 인도 동부, 인도 중부, 방글라데시와 네팔 일부에서 쓰이는 문다어파가 그것이다. 그러나 이러한 분류에 대한 증거는 발표된 적 없다.
굵은 글씨로 적힌 각 어파는 유효한 분기군으로 인정받는 반면, 이 어파들 '사이의' 관계는 논쟁 중이다. 전통적 분류와 더불어, "몬크메르어파"를 유효한 단위로 인정하지 않는 최근의 두 가지 분류안이 제시되어 있다. 그러나 서로 대치되는 분류에 사용된 자료는 거의 발표된 적이 없어, 동료평가를 통해 평가할 수는 없다.
이에 더해, 수마트라의 아체어(Diffloth), 베트남의 참어, 보르네오의 육지다약어군에 기층으로 남아 있는 오스트로아시아어족의 또 다른 어파들이 있었다는 주장이 있다(Adelaar 1995).

### Diffloth (1974)
제라르 디플로트의 초기 분류는 현재 디플로트 자신은 폐기했으나, 브리태니커 백과사전과 (남몬크메르어군을 해체한 것을 제외하면) 에스놀로그 등에서 널리 인용하고 있다.
- 문다어파
  - 북문다어군
    - 코르쿠어
    - 케르와리어군

  - 남문다어군
    - 카리아주앙어군
    - 코라푸트 문다어군
- 몬크메르어파
  - 동몬크메르어군
    - 크메르어(캄보디아어)
    - 페아르어군
    - 바나르어군
    - 카투어군
    - 비엣어군(베트남어 포함)

  - 북몬크메르어군
    - 카시어군(인도 메갈라야주)
    - 팔라웅어군
    - 크무어군

  - 남몬크메르어군
    - 몬어
    - 아슬리어군(말레이 반도)
    - 니코바르어군(니코바르 제도)

### Peiros (2004)
페이로스는 공통된 어휘의 비율을 기준으로 어휘통계학적 분류를 수행했다. 이는 실제로는 먼 언어들도 언어접촉으로 인해 서로 더 가까워 보일 수 있다는 것이다. Sidwell (2009)에서 차용을 설명할 수 있는 잘 알려진 언어들로 페이로스의 연구를 재현했을 때는, 아래와 같은 내부 분기 구조를 찾을 수 없었다.
- 니코바르어파
- 문다크메르어파
  - 문다어군
  - 몬크메르어파
    - 카시어군
    - 핵심 몬크메르어파

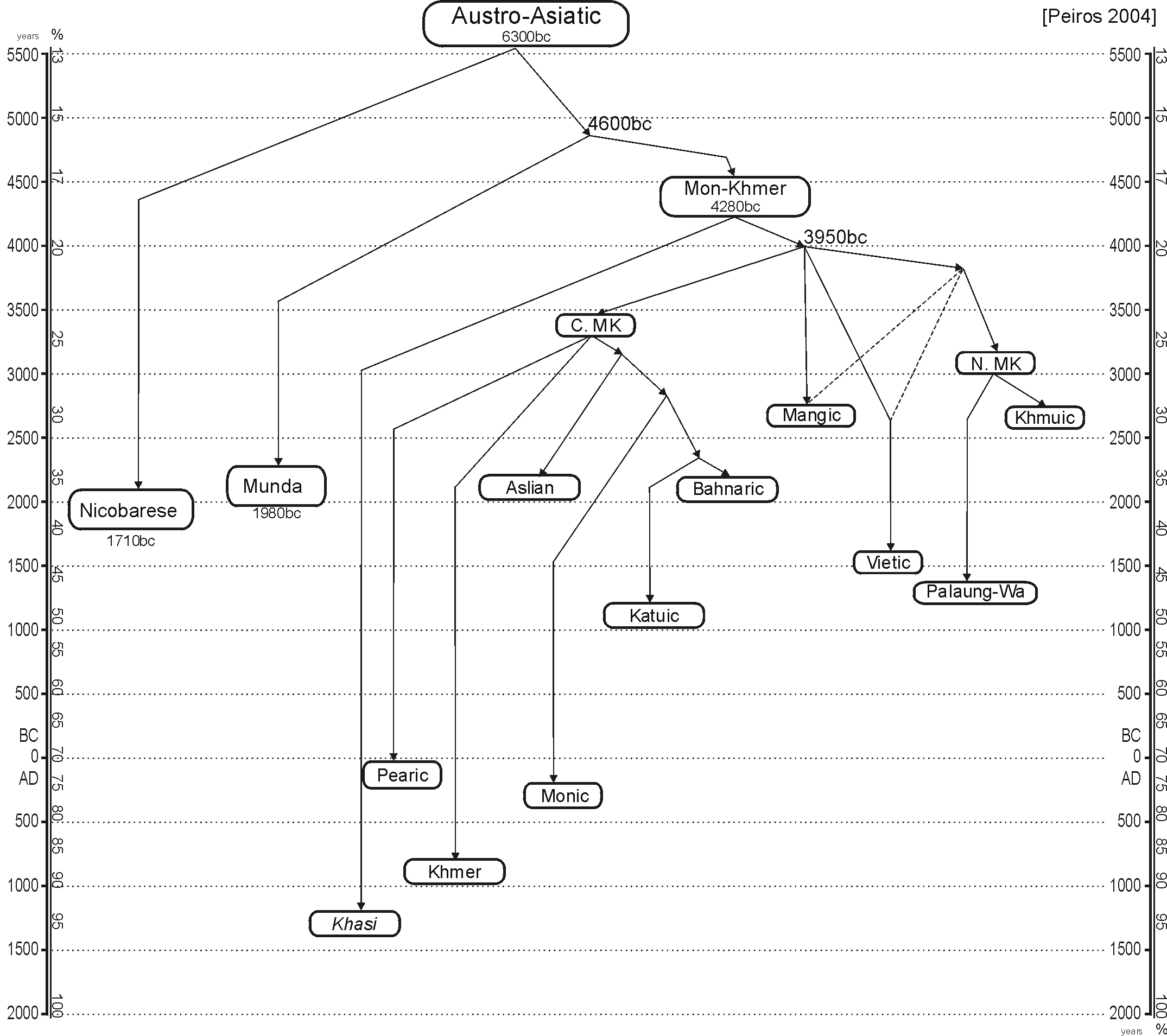

      - 망어파 (망어 + 파류어) (북몬크메르어군에 속할 수 있음)
      - 비엣어군(북몬크메르어군에 속할 수 있음)
      - 북몬크메르어군
        - 팔라웅어군
        - 크무어군

      - 중앙몬크메르어군
        - 크메르어 방언들
        - 페아르어군
        - 아슬리바나르어군
          - 아슬리어군
          - 몬바나르어군
            - 몬어군
            - 카투바나르어군
              - 카투어군
              - 바나르어군

### Diffloth (2005)
제라르 디플로트는 다양한 분기군의 재구를 비교하여, 공통된 혁신을 기준으로 분류하려고 하나, 다른 분류와 마찬가지로 그 증거는 발표되지 않았다. 체계는 다음과 같다.
|  | 레모어   |
|  |          |
|  | 사바라어 |
|  |          |

|  | 카리야어, 주앙어                                        |
|  |                                                         |
|  | \| \| 코르쿠어 \| \| \| \| \| \| 케르와리어 \| \| \| \| |
|  |                                                         |
|  | 코르쿠어                                                |
|  |                                                         |
|  | 케르와리어                                              |
|  |                                                         |

|  | 코르쿠어   |
|  |            |
|  | 케르와리어 |
|  |            |

|  | 레모어   |
|  |          |
|  | 사바라어 |
|  |          |

|  | 카리야어, 주앙어                                        |
|  |                                                         |
|  | \| \| 코르쿠어 \| \| \| \| \| \| 케르와리어 \| \| \| \| |
|  |                                                         |
|  | 코르쿠어                                                |
|  |                                                         |
|  | 케르와리어                                              |
|  |                                                         |

|  | 코르쿠어   |
|  |            |
|  | 케르와리어 |
|  |            |

|  | 크무어군                                                |
|  |                                                         |
|  | \| \| 파칸어군 \| \| \| \| \| \| 팔라웅어군 \| \| \| \| |
|  |                                                         |
|  | 파칸어군                                                |
|  |                                                         |
|  | 팔라웅어군                                              |
|  |                                                         |

|  | 파칸어군   |
|  |            |
|  | 팔라웅어군 |
|  |            |

|  | 크무어군                                                |
|  |                                                         |
|  | \| \| 파칸어군 \| \| \| \| \| \| 팔라웅어군 \| \| \| \| |
|  |                                                         |
|  | 파칸어군                                                |
|  |                                                         |
|  | 팔라웅어군                                              |
|  |                                                         |

|  | 파칸어군   |
|  |            |
|  | 팔라웅어군 |
|  |            |

|   | 비엣어군 |
|   |          |
| ? | 카투어군 |
|   | 카투어군 |

|  | 바나르어군                                              |
|  |                                                         |
|  | \| \| 크메르어 \| \| \| \| \| \| 페아르어군 \| \| \| \| |
|  |                                                         |
|  | 크메르어                                                |
|  |                                                         |
|  | 페아르어군                                              |
|  |                                                         |

|  | 크메르어   |
|  |            |
|  | 페아르어군 |
|  |            |

|   | 비엣어군 |
|   |          |
| ? | 카투어군 |
|   | 카투어군 |

|  | 바나르어군                                              |
|  |                                                         |
|  | \| \| 크메르어 \| \| \| \| \| \| 페아르어군 \| \| \| \| |
|  |                                                         |
|  | 크메르어                                                |
|  |                                                         |
|  | 페아르어군                                              |
|  |                                                         |

|  | 크메르어   |
|  |            |
|  | 페아르어군 |
|  |            |

|  | 니코바르어군                                          |
|  |                                                       |
|  | \| \| 아슬리어군 \| \| \| \| \| \| 몬어군 \| \| \| \| |
|  |                                                       |
|  | 아슬리어군                                            |
|  |                                                       |
|  | 몬어군                                                |
|  |                                                       |

|  | 아슬리어군 |
|  |            |
|  | 몬어군     |
|  |            |

|   | 비엣어군 |
|   |          |
| ? | 카투어군 |
|   | 카투어군 |

|  | 바나르어군                                              |
|  |                                                         |
|  | \| \| 크메르어 \| \| \| \| \| \| 페아르어군 \| \| \| \| |
|  |                                                         |
|  | 크메르어                                                |
|  |                                                         |
|  | 페아르어군                                              |
|  |                                                         |

|  | 크메르어   |
|  |            |
|  | 페아르어군 |
|  |            |

|   | 비엣어군 |
|   |          |
| ? | 카투어군 |
|   | 카투어군 |

|  | 바나르어군                                              |
|  |                                                         |
|  | \| \| 크메르어 \| \| \| \| \| \| 페아르어군 \| \| \| \| |
|  |                                                         |
|  | 크메르어                                                |
|  |                                                         |
|  | 페아르어군                                              |
|  |                                                         |

|  | 크메르어   |
|  |            |
|  | 페아르어군 |
|  |            |

|  | 니코바르어군                                          |
|  |                                                       |
|  | \| \| 아슬리어군 \| \| \| \| \| \| 몬어군 \| \| \| \| |
|  |                                                       |
|  | 아슬리어군                                            |
|  |                                                       |
|  | 몬어군                                                |
|  |                                                       |

|  | 아슬리어군 |
|  |            |
|  | 몬어군     |
|  |            |

|  | 레모어   |
|  |          |
|  | 사바라어 |
|  |          |

|  | 카리야어, 주앙어                                        |
|  |                                                         |
|  | \| \| 코르쿠어 \| \| \| \| \| \| 케르와리어 \| \| \| \| |
|  |                                                         |
|  | 코르쿠어                                                |
|  |                                                         |
|  | 케르와리어                                              |
|  |                                                         |

|  | 코르쿠어   |
|  |            |
|  | 케르와리어 |
|  |            |

|  | 레모어   |
|  |          |
|  | 사바라어 |
|  |          |

|  | 카리야어, 주앙어                                        |
|  |                                                         |
|  | \| \| 코르쿠어 \| \| \| \| \| \| 케르와리어 \| \| \| \| |
|  |                                                         |
|  | 코르쿠어                                                |
|  |                                                         |
|  | 케르와리어                                              |
|  |                                                         |

|  | 코르쿠어   |
|  |            |
|  | 케르와리어 |
|  |            |

|  | 크무어군                                                |
|  |                                                         |
|  | \| \| 파칸어군 \| \| \| \| \| \| 팔라웅어군 \| \| \| \| |
|  |                                                         |
|  | 파칸어군                                                |
|  |                                                         |
|  | 팔라웅어군                                              |
|  |                                                         |

|  | 파칸어군   |
|  |            |
|  | 팔라웅어군 |
|  |            |

|  | 크무어군                                                |
|  |                                                         |
|  | \| \| 파칸어군 \| \| \| \| \| \| 팔라웅어군 \| \| \| \| |
|  |                                                         |
|  | 파칸어군                                                |
|  |                                                         |
|  | 팔라웅어군                                              |
|  |                                                         |

|  | 파칸어군   |
|  |            |
|  | 팔라웅어군 |
|  |            |

|   | 비엣어군 |
|   |          |
| ? | 카투어군 |
|   | 카투어군 |

|  | 바나르어군                                              |
|  |                                                         |
|  | \| \| 크메르어 \| \| \| \| \| \| 페아르어군 \| \| \| \| |
|  |                                                         |
|  | 크메르어                                                |
|  |                                                         |
|  | 페아르어군                                              |
|  |                                                         |

|  | 크메르어   |
|  |            |
|  | 페아르어군 |
|  |            |

|   | 비엣어군 |
|   |          |
| ? | 카투어군 |
|   | 카투어군 |

|  | 바나르어군                                              |
|  |                                                         |
|  | \| \| 크메르어 \| \| \| \| \| \| 페아르어군 \| \| \| \| |
|  |                                                         |
|  | 크메르어                                                |
|  |                                                         |
|  | 페아르어군                                              |
|  |                                                         |

|  | 크메르어   |
|  |            |
|  | 페아르어군 |
|  |            |

|  | 니코바르어군                                          |
|  |                                                       |
|  | \| \| 아슬리어군 \| \| \| \| \| \| 몬어군 \| \| \| \| |
|  |                                                       |
|  | 아슬리어군                                            |
|  |                                                       |
|  | 몬어군                                                |
|  |                                                       |

|  | 아슬리어군 |
|  |            |
|  | 몬어군     |
|  |            |

|   | 비엣어군 |
|   |          |
| ? | 카투어군 |
|   | 카투어군 |

|  | 바나르어군                                              |
|  |                                                         |
|  | \| \| 크메르어 \| \| \| \| \| \| 페아르어군 \| \| \| \| |
|  |                                                         |
|  | 크메르어                                                |
|  |                                                         |
|  | 페아르어군                                              |
|  |                                                         |

|  | 크메르어   |
|  |            |
|  | 페아르어군 |
|  |            |

|   | 비엣어군 |
|   |          |
| ? | 카투어군 |
|   | 카투어군 |

|  | 바나르어군                                              |
|  |                                                         |
|  | \| \| 크메르어 \| \| \| \| \| \| 페아르어군 \| \| \| \| |
|  |                                                         |
|  | 크메르어                                                |
|  |                                                         |
|  | 페아르어군                                              |
|  |                                                         |

|  | 크메르어   |
|  |            |
|  | 페아르어군 |
|  |            |

|  | 니코바르어군                                          |
|  |                                                       |
|  | \| \| 아슬리어군 \| \| \| \| \| \| 몬어군 \| \| \| \| |
|  |                                                       |
|  | 아슬리어군                                            |
|  |                                                       |
|  | 몬어군                                                |
|  |                                                       |

|  | 아슬리어군 |
|  |            |
|  | 몬어군     |
|  |            |

세부사항은 다음과 같다,
- 문다어파(인도)

- 코라푸트어군: 7개 언어
- 핵심 문다어파

- 카리아주앙어군: 2개 언어
- 북문다어군

코르쿠어
케르와리어군: 12개 언어
- 카시크무어파 (북몬크메르어군)

- 카시어군: 인도 북동부와 방글라데시의 인접 지역의 3개 언어
- 팔라웅크무어군

- 크무어군: 라오스와 태국의 13개 언어

- 팔라웅파칸어군

파칸어군 또는 파류어군:중국 남부와 베트남의 4~5개 언어
팔라웅어군: 버마, 중국 남부, 태국의 21게 언어
- 핵심 몬크메르어파

- 크메르비엣어군 (동몬크메르어군)

- 비엣카투어군 ?

비엣어군: 오스트로아시아어족 중 화자 수가 가장 많은 베트남어를 포함한 베트남과 라오스의 10개 언어
카투어군: 라오스, 베트남, 태국의 19개 언어
- 크메르바나르어군

- 바나르어군: 베트남, 라오스, 캄보디아의 40개 언어
- 크메르어군

캄보디아, 태국, 베트남의 크메르어 방언들
페아르어군: 캄보디아의 6개 언어
- 니코바르몬어군 (남몬크메르어군)

- 니코바르어군: 인도령 니코바르 제도의 6개 언어

- 아슬리몬어군

아슬리어군: 말레이 반도와 태국의 19개 언어
몬어군: 버마의 몬어와 태국의 냐흐쿠르어 2개 언어
이 계통수는 최근의 Y염색체 하플로그룹 O2a1-M95의 이주에 관한 연구 결과와 일치한다. 그러나 지보토프스키 방법을 이용한 DNA 연구에서 얻은 연대는 언어학자들이 제시한 것보다 몇 배는 오래되었다. 오스트로아시아어를 사용했을, 하플로그룹 O2a1-M95의 이주 경로는 이 링크에서 볼 수 있다. 다른 유전학자들은 지보토프스키 방법을 비판한다.

### 과거에 존재했던 어파들
로저 블렌치는 2009년 오늘날의 언어들에 기층으로 존재하는, 지금은 사멸한 오스트로아시아어족의 기본 어파들이 있었을 수 있다고 주장했다.
- 선(先)참어파(참어군의 이주 이전 베트남 해안에서 사용되었던 언어들). 참어군에는 현존하는 어파에서 찾을 수 없는 오스트로아시아계 차용어가 많다(Sidwell 2006, 2007).[22][23] Larish (1999)[24]에서는 모클렌어군에도 참어군의 차용어와 유사한 오스트로아시아계 차용어가 많다고 지적한다.
- 아체어 기층어(Sidwell 2006).[22] 아체어에는 오스트로아시아계 기초 어휘가 많은데, 이는 수마트라 북부에 원래 거주하던 오스트로아시아인들을 오스트로네시아어 화자들이 흡수했거나, 베트남 남부의 오스트로아시아어족 언어들에서 차용되었거나, 혹은 둘 다일 수 있음을 시사한다. Sidwell (2006)에서는 아체어와 참어군이 서로 독자적으로 오스트로아시아어족 단어들을 종종 차용하기도 했고, 일부 차용어들은 아체참조어로 거슬러 올라가는 것도 있다고 주장한다. Sidwell (2006)에서는 아체어와 참어군 사이의 친연 관계를 받아들이지만, 서로 갈라진 시점은 참어군이 오스트로아시아어계 어휘 대부분을 차용해 오기 이전이라고 본다.
- 보르네오어군 기층어파(Blench 2010).[25] 블렌치는 육지다약어군(비다유어군, 바카티어 등), 두순어군(중앙두순어, 비사야어 등), 카얀어, 케냐어 등 오늘날의 보르네오어군 언어들에서 오스트로아시아어족 기원의 단어들을 언급하면서, 아슬리어군과의 유사성을 강조한다. 또 다른 증거로서 블렌치는 대륙부 동남아시아의 오스트로아시아어족 화자 집단과 공통된 보르네오의 악기 등 민족학적 근거를 든다. Adelaar (1995)[26]에서도 육지다약어군과 아슬리어군 사이의 음운 및 어휘의 유사성을 포착한 바 있다.
- 렙차어 기층어("롱어파").[27] 렙차어에서 오스트로아시아어족 기원의 단어들이 많이 발견되었는데, 이는 오스트로아시아어족 기층 위에 중국티베트어족 상층 언어가 덮여씌워졌을 가능성을 시사한다. Blench (2013)에서는 이 어파를 렙차인의 자언어명 'Róng'에서 따온 "롱어파"라는 이름을 붙였다.

### Sidwell (2009, 2011)

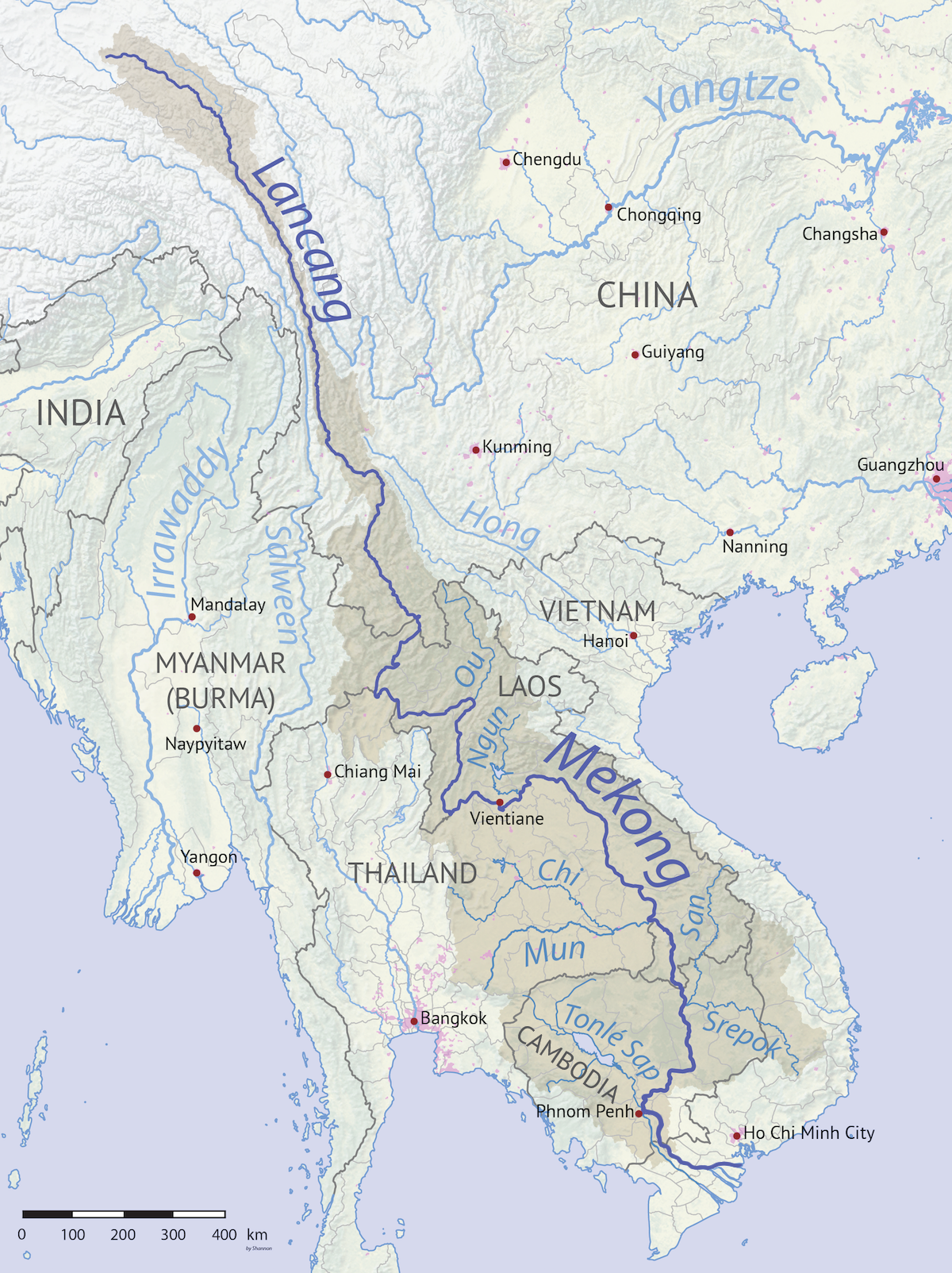
폴 시드웰과 로저 블렌치는 오스트로아시아어족이 메콩강 유역을 따라 퍼져나갔다고 주장한다.

폴 시드웰은 2009년 차용어를 제외할 수 있을 만큼 잘 알려진 36개 언어의 어휘통계학적 비교를 통해, 내부 분기를 설정할 만한 근거를 찾지 못했고, 바나르어파와 카투어파 사이의 유사성은 접촉으로 인한 것이라고 본다. 따라서 시드웰은 오스트로아시아어족의 열세 어파가 현전하는 증거를 기반으로는 서로 모두 동등하게 떨어져 있다고 봐야 한다는 보수적 관점을 취한다. Sidwell & Blench (2011)에서는 이 관점을 더욱 깊이 논의하며, 카시팔라웅어파를 설정할 근거는 충분하고, 이 어파가 크무어파와도 가까울 수 있다고 지적한다.
이 가설이 옳다면, 카시어파는 팔라웅어파에서 초기에 서쪽으로 뻗어나간 일파일 것이라고 시드웰과 블렌치는 주장한다. Sidwell & Blench (2011)에서는 숌펜어를 어파로 추가하고, 비엣어파와 카투어파 간의 관련성도 조사해 볼 만 하다고 믿는다. 그러나 일반적으로는 오스트로아시아어족이 너무 빠르게 분화해서 깊은 계층 구조가 형성되지 못했다고 보는데, 시드웰은 오스트로아시아조어 화자들이 메콩강 중류 계곡에서 비교적 빠르게 퍼져나갔다고 믿기 때문이다.
|                | 문다어파                                                |
|                |                                                         |
| 카시팔라웅어파 | \| \| 카시어파 \| \| \| \| \| \| 팔라웅어파 \| \| \| \| |
|                | \| \| 카시어파 \| \| \| \| \| \| 팔라웅어파 \| \| \| \| |
|                | 크무어파                                                |
|                |                                                         |
|                | 망어파                                                  |
|                |                                                         |
|                | 비엣어파                                                |
|                |                                                         |
|                | 카투어파                                                |
|                |                                                         |
|                | 바나르어파                                              |
|                |                                                         |
|                | 크메르어                                                |
|                |                                                         |
|                | 페아르어파                                              |
|                |                                                         |
|                | 몬어파                                                  |
|                |                                                         |
|                | 아슬리어파                                              |
|                |                                                         |
|                | 니코바르어파                                            |
|                |                                                         |
|                | ?숌펜어                                                 |
|                |                                                         |
|                | 카시어파                                                |
|                |                                                         |
|                | 팔라웅어파                                              |
|                |                                                         |

|  | 카시어파   |
|  |            |
|  | 팔라웅어파 |
|  |            |

계속해서 Sidwell (2015a: 179)에서는 카시어파와 팔라웅어파처럼 니코바르어파와 아슬리어파를 묶을 수 있다고 주장했다. 오스트로아시아어족의 계통을 컴퓨터로 분석한 Sidwell (2015b)의 후속 연구에서는 오스트로아시아어족 어파들이 완벽히 갈라져 나가는 구조가 아니라 느슨하게 계층이 있는 구조를 가지며, 동서 분기(문다어파, 카시어파, 팔라웅어파, 크무어파가 서부 분기군, 나머지가 동부 분기군)가 지금으로부터 약 7000년 전에 일어났을 수 있다고 보았다.
컴퓨터 계통언어학과 최근의 고고학적 발견을 결합한 Sidwell (2015c)에서는 메콩강 가설을 더욱 확장하여, 오스트로아시아계 신석기 농부들이 중국 남부의 링난 지역에서 대륙부 동남아시아로 이주했고, 이후 메콩강 유역을 따라 퍼져나갔다고 주장했다.
Sidwell (2015c)에서는 오스트로아시아어족의 분기가 대륙부 동남아시아의 신석기 전환기인 지금으로부터 5000년 전에 시작되었고, 4000년 전까지는 주요 어파가 모두 형성되었다고 추측한다. 오스트로아시아어족의 확산 경로는 링난의 주장강 분수령 서쪽 끝에서 베트남 해안을 따라 내려가는 경로와, 윈난을 지나 메콩강을 따라 내려가는 경로 두 가지가 있었을 수 있다. 재구된 오스트로아시아조어 어휘와 고고학 기록 양쪽에서 지금으로부터 약 4000년 전 초기 오스트로아시아어족 화자들이 쌀과 조를 경작했고, 개, 돼지, 닭 등의 가축을 길렀으며, 해안보다는 강 하구 지역에서 주로 번성했음을 분명히 보여준다.

### Sidwell (2018)
시드웰 (2018) (quoted in Sidwell 2021)은 오스트로아시아어족에 관한 단어가 200개 더 추가된 일로 또다른 그룹을 제시하게 되었다. 많은 잠정적인 그룹과의 연관성이 높았지만 파칸어군과 숌펜어는 제외되었다.
|              | 바나르어군                                            |
|              |                                                       |
| 비엣카투어파 | \| \| 비엣어군 \| \| \| \| \| \| 카투어군 \| \| \| \| |
|              | \| \| 비엣어군 \| \| \| \| \| \| 카투어군 \| \| \| \| |
|              | 비엣어군                                              |
|              |                                                       |
|              | 카투어군                                              |
|              |                                                       |

|  | 비엣어군 |
|  |          |
|  | 카투어군 |
|  |          |

|  | 크메르어   |
|  |            |
|  | 페아르어군 |
|  |            |

|              | 바나르어군                                            |
|              |                                                       |
| 비엣카투어파 | \| \| 비엣어군 \| \| \| \| \| \| 카투어군 \| \| \| \| |
|              | \| \| 비엣어군 \| \| \| \| \| \| 카투어군 \| \| \| \| |
|              | 비엣어군                                              |
|              |                                                       |
|              | 카투어군                                              |
|              |                                                       |

|  | 비엣어군 |
|  |          |
|  | 카투어군 |
|  |          |

|  | 크메르어   |
|  |            |
|  | 페아르어군 |
|  |            |

|                | 크무어군                                                |
|                |                                                         |
| 카시팔라웅어파 | \| \| 카시어군 \| \| \| \| \| \| 팔라웅어군 \| \| \| \| |
|                | \| \| 카시어군 \| \| \| \| \| \| 팔라웅어군 \| \| \| \| |
|                | 카시어군                                                |
|                |                                                         |
|                | 팔라웅어군                                              |
|                |                                                         |

|  | 카시어군   |
|  |            |
|  | 팔라웅어군 |
|  |            |

|  | 니코바르어군 |
|  |              |
|  | 아슬리어군   |
|  |              |

|              | 바나르어군                                            |
|              |                                                       |
| 비엣카투어파 | \| \| 비엣어군 \| \| \| \| \| \| 카투어군 \| \| \| \| |
|              | \| \| 비엣어군 \| \| \| \| \| \| 카투어군 \| \| \| \| |
|              | 비엣어군                                              |
|              |                                                       |
|              | 카투어군                                              |
|              |                                                       |

|  | 비엣어군 |
|  |          |
|  | 카투어군 |
|  |          |

|  | 크메르어   |
|  |            |
|  | 페아르어군 |
|  |            |

|              | 바나르어군                                            |
|              |                                                       |
| 비엣카투어파 | \| \| 비엣어군 \| \| \| \| \| \| 카투어군 \| \| \| \| |
|              | \| \| 비엣어군 \| \| \| \| \| \| 카투어군 \| \| \| \| |
|              | 비엣어군                                              |
|              |                                                       |
|              | 카투어군                                              |
|              |                                                       |

|  | 비엣어군 |
|  |          |
|  | 카투어군 |
|  |          |

|  | 크메르어   |
|  |            |
|  | 페아르어군 |
|  |            |

|                | 크무어군                                                |
|                |                                                         |
| 카시팔라웅어파 | \| \| 카시어군 \| \| \| \| \| \| 팔라웅어군 \| \| \| \| |
|                | \| \| 카시어군 \| \| \| \| \| \| 팔라웅어군 \| \| \| \| |
|                | 카시어군                                                |
|                |                                                         |
|                | 팔라웅어군                                              |
|                |                                                         |

|  | 카시어군   |
|  |            |
|  | 팔라웅어군 |
|  |            |

|  | 니코바르어군 |
|  |              |
|  | 아슬리어군   |
|  |              |

## 문자
로마자 기반 알파벳 외에도, 많은 오스트로아시아어족 언어들이 크메르 문자, 타이 문자, 라오 문자, 버마 문자로 표기된다. 베트남어는 독자적으로 한자 기반의 고유 문자가 있었다. 이 문자는 20세기 이후 로마자로 대체되었다. 다음은 오스트로아시아어족 언어의 표기에 과거 또는 현재 사용된 적 있는 문자들의 예시이다.
- 쯔놈 문자[33]
- 크메르 문자[34]
- 콤 문자 (20세기 초 라오스 토착어 표기에 잠깐 사용)
- 몬 문자
- 문다리바니 (문다어 문자)
- 올치키 문자 (산탈어 문자)[35]
- 파하우몽은 한때 크무어 표기에 "파하우 크무"라는 이름으로 사용
- 소랑솜펭 문자 (소라 문자)[36]
- 타이르 문자 (팔라웅어, 블랑어)
- 타이탐 문자 (블랑어)
- 와랑치티 문자 (호 문자)[37]

## 계통

### 오스트로어족
오스트로아시아어족은 종종 오스트로네시아어족과 간혹 일본어족을 포함하는 오스트로어족으로 분류된다.
자동화 유사도 판정 프로그램을 이용한 2015년의 분석 결과는 오스트로타이어족을 지지하지만 오스트로어족은 지지하지 않는다. 이 분석에서는 가설적인 “오스트로어족”을 오스트로타이어족과 오스트로아시아일본어족이라는 서로 다르고 관련 없는 분기군으로 나눴다. 그러나 자동화 유사도 판정 프로그램이 역사언어학계에서 어족 간의 계통 관계를 확립하거나 평가하는 적절한 방법이라는 합의가 없다는 점을 알아두어야 한다.

### 몽몐어족
몽몐어족과 오스트로아시아어족 사이에 어휘적 유사성이 꽤 발견되는데(Ratliff 2010), 그 중 일부는 일찍이 오드리쿠르가 1951년에 제시한 바 있다. 이 유사성은 계통 관계 또는 장강(양쯔강) 유역에서의 오래된 언어 접촉을 의미할 수 있다.
Cai et al. (2011)에 따르면, 몽몐어족은 최소한 오스트로아시아어족과 부분적으로라도 계통적 관련이 있으나, 중국티베트어족, 특히 티베트버마어파의 영향을 크게 받았다고 한다.

## 오스트로아시아인의 이주

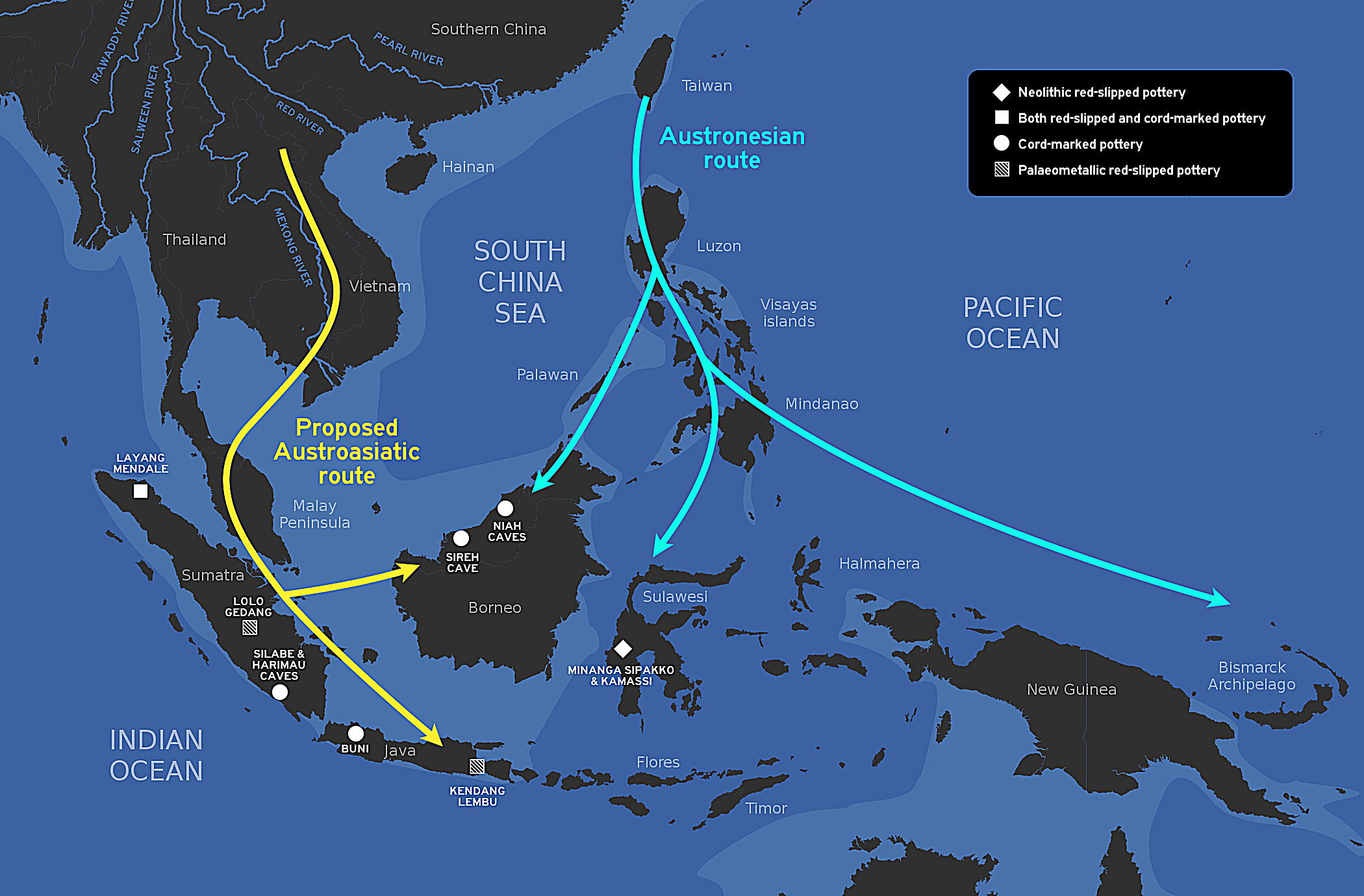
동남아시아 도서 지역으로 먼저 확장하여 분포하던 오스트로아시아인 기층 집단은 이후 오스트로네시아인이 이주해 오면서 동화되었다.

미쓰루 사키타니는 오스트로아시아인과 중국 남부의 다른 민족 집단에 흔한 하플로그룹 O1b1과, 오늘날의 한국인, 일본인, 일부 만주인에 흔한 하플로그룹 O1b2가 양쯔강(백월) 문명의 주도 집단이었다고 주장한다. 다른 연구에서는 하플로그룹 O1b1이 오스트로아시아인의 주요 부계라고 주장한다.
Tagore et al. (2021)의 연구는 오늘날의 오스트로아시아어족 화자 집단이 유전적으로 다양하다는 사실에 주목한다. 연구는 오스트로아시아조어가 동남아시아 본토와 인도 북동부의 넓은 지역에 걸쳐 분포하던 토착의 수렵채집민(호아빈 문화와 연관됨)에서 유래했으나, 나중에 북쪽에서 들어온 동아시아인 인구와 혼혈이 일어나며 오늘날과 같은 유전적 차이가 발생했을 것으로 추정한다.
동남아시아 도서 지역의 유전적 역사를 분석한 Larena et al. (2021)의 논문에서는 므라브리족으로 잘 대표되는 오스트로아시아인의 조상 집단이 약 12,000년 전 동남아시아 본토에서 기저 동아시아인 집단(Basal East Asian)으로부터 분리된 것임을 추론한다. 특히 연구는 이 혈통이 동남아시아 도서 지역의 사마 바자우과 오스트로아시아인의 가까운 공통 조상이라는 독특한 발견을 제시하며, 12,000년에서 8,000년 전 사이에 이 연관 혈통이 동남아시아 도서 지역으로 확장한 적이 있다고 주장한다. 연구에 따르면 이 이주 물결은 네그리토를 비롯한 이전의 도서 지역 인구를 대체하였으나 약 7,000년 전 대만 섬에서 들어오기 시작한 오스트로네시아인의 확장에 의해 다시 대체되었다. 한편 일부 네그리토 언어나 보르네오의 다약어 등 오늘날의 오스트로네시아 언어 중에도 오스트로아시아어 기층이 있을 것으로 제안된 언어들이 있으며, 이는 유전학 데이터와 함께 인도네시아에서 오스트로아시아 관련 집단이 오스트로네시아인에 동화된 적이 있음을 시사하는 증거가 될 수 있다.

### 인도로의 이주
Chaubey et al. (2010)에 따르면, "현재 인도의 오스트로아시아어족 언어 화자들은 동남아시아에서 이주해 왔고, 현지 인도인 집단과 성별 특이적인 혼합을 크게 겪으며 형성되었다." Riccio et al. (2011)에 따르면, 문다인들은 동남아시아에서 이주해 온 오스트로아시아인들의 후손일 가능성이 높다.
Zhang et al. (2015)에 따르면, 동남아시아에서 인도로의 이주는 1만 년 전 경 최후최대빙하기 이후에 일어났다. Arunkumar et al. (2015)에서는 오스트로아시아인이 동남아시아에서 약 5800~4600년 전에 인도 북동부로, 4500~4100년 전에 인도 동부로 이주했다고 주장한다.